# Université Concordia (Californie)
L'université Concordia (en anglais : Concordia University Irvine) est une université américaine située à Irvine en Californie. Elle fait partie du Système des universités Concordia.

## Source
- (en) Cet article est partiellement ou en totalité issu de l’article de Wikipédia en anglais intitulé « Concordia University (California) » (voir la liste des auteurs).